# Tilen Kodrin
Tilen Kodrin (* 14. Mai 1994 in Celje) ist ein slowenischer Handballspieler. Der 1,90 m große Linksaußen spielt seit 2022 für den deutschen Bundesligisten VfL Gummersbach und steht zudem im Aufgebot der slowenischen Nationalmannschaft.

## Karriere

### Verein
Tilen Kodrin begann in seiner Heimatstadt beim RK Celje Pivovarna Laško mit dem Handballspielen. In der Saison 2013/14 spielte er für den slowenischen Erstligisten RK Maribor Branik, für den er 40 Tore in 32 Spielen erzielte. Anschließend kehrte er nach Celje zurück. Dort gewann er siebenmal die Meisterschaft und viermal den Pokal. In 175 Ligaspielen warf er 591 Tore. International nahm er sechsmal in Folge an der EHF Champions League teil, wobei er mit der Team nur in der Saison 2020/21 das Achtelfinale erreichte. In 92 Partien war er dort 162 Mal erfolgreich. In der Saison 2021/22 scheiterte der linke Außenspieler mit dem slowenischen Rekordmeister bereits in der ersten Qualifikationsrunde zur EHF European League am dänischen Vertreter GOG. Bei zwei Teilnahmen an der SEHA-Liga war der dritte Platz in der Saison 2017/18 das beste Ergebnis.
Zur Saison 2022/23 wechselte Kodrin in die deutsche Bundesliga zum Aufsteiger VfL Gummersbach.

### Nationalmannschaft
In der slowenischen A-Nationalmannschaft debütierte Kodrin im Jahr 2016. Er stand im Aufgebot für die Weltmeisterschaft 2017, bei der er mit Slowenien die Bronzemedaille gewann, und für die Europameisterschaften 2020 und 2022. Bei der Weltmeisterschaft 2025 warf er zehn Tore in sechs Spielen und belegte mit dem Team den 13. Platz.
Bisher bestritt er 104 Länderspiele, in denen er 184 Tore erzielte.

### Erfolge
mit dem RK Celje Pivovarna Laško:
- 7× Slowenischer Meister: 2015, 2016, 2017, 2018, 2019, 2020, 2022
- 4× Slowenischer Pokalsieger: 2015, 2016, 2017, 2018

mit Slowenien:
- Weltmeisterschaft: Bronze 2017